# Заммоев, Алексей Узеирович
Алексей Узеирович Заммоев (карач.-балк. Заммоланы Узеирни жашы Алексей; род. 14 сентября 1960, г. Щучинск, Республика Казахстан) — российский государственный деятель. В 2017-2020 годах был главой муниципального района «Город Краснокаменск и Краснокаменский район» Забайкальского края.

## Биография
Родился в семье депортированных балкарцев. 
- 1983 — Московский геолого-разведочный институт
- 1983 — 2008 — Приаргунское производственное горно-химическое объединение
- 2005 — избран депутатом Совета городского поселения «Город Краснокаменск» первого созыва
- 2005 — 2008 — председатель Совета городского поселения.
- 2008 — избирается депутатом Совета муниципального района «Город Краснокаменск и Краснокаменский район» Забайкальского края IV созыва.[1]
- 2008 — 2012 — заместитель председателя Совета муниципального района.
- 2012 — 2017 председатель Совета муниципального района V созыва
- С 2013 — председатель Совета на постоянной профессиональной основе.
- 10 сентября 2017 года — избран Главой муниципального района «Город Краснокаменск и Краснокаменский район» Забайкальского края. [2]
- Также 10 сентября 2017 года избран   депутатом Совета муниципального района "Город Краснокаменск и Краснокаменский район" четвертого созыва, но в связи с избранием главой района, сложил депутатские полномочия. [3]
- 11 июля 2020 года ушел в отставку с занимаемого поста после скандала[4]. За 3 дня до этого, телеграм-канал «Инцидент Краснокаменск» опубликовал видео со спящим за рулём автомобиля Алексеем Заммоевым. Сообщалось, что из автомобиля сильно пахло алкоголем[5].
- С 2020 года - начальник отдела ООО «ППГХО-Услуги».
- 11 сентября 2022 года избран депутатом Совета муниципального района "Город Краснокаменск и Краснокаменский район" седьмого созыва. [6]
- 2022-2024 - председатель Совета муниципального района седьмого созыва
- 8 сентября 2024 года избран депутатом Совета первого созыва Краснокаменского муниципального округа по избирательному округу N 5. [7]
- Является исполнительным секретарем Краснокаменского местного отделения партии «Единая Россия»,  член регионального политического совета Забайкальского регионального отделения Всероссийской политической партии «Единая Россия». [8]
- 16 сентября 2024 года избран председателем Совета первого созыва Краснокаменского муниципального округа.[9]

## Награды и почетные звания
- Медаль «За заслуги перед Читинской областью», 2008 г.
- Медаль за трудовое отличие в честь 40-летия ОАО «ППГХО», 2008 г.
- Медаль «За заслуги перед ППГХО» III степени, 2010 г.
- Знак отличия Законодательного Собрания Забайкальского края «За вклад в развитие Забайкальского края», 2015 г.

## Личная жизнь
- Отец — Заммоев Узеир Оразаевич (1924, с. Шаурдат — 2015).
- Супруга — Заммоева Светлана Александровна
- Сын — Заммоев Арсений